# Boxshallia bulbantennulata
Boxshallia bulbantennulata is een eenoogkreeftjessoort uit de familie van de Speleophriidae. De wetenschappelijke naam van de soort is voor het eerst geldig gepubliceerd in 1988 door Huys.